# Placa Woodlark

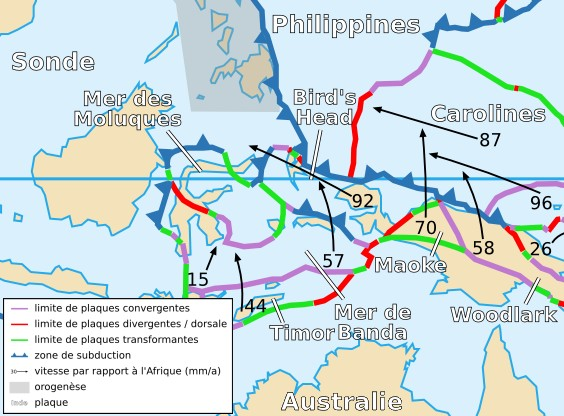
Mapa de la placa Woodlark.

La placa Woodlark es una pequeña placa tectónica situada en el este de la isla de Nueva Guinea. La placa de  las Carolinas subduce a lo largo de su límite norte, la placa Maoke converge en el oeste, y la placa Australiana converge en el sur. En el este se extiende una zona de compresión no definida que puede ser una falla transformante que marca el límite con la placa del Mar de Salomón adyacente.